# Canton de Niort-2 (nouveau)
Pour les articles homonymes, voir Canton de Niort (homonymie).
Le canton de Niort-2 est une circonscription électorale française du département des Deux-Sèvres.

## Histoire
Un nouveau découpage territorial des Deux-Sèvres entre en vigueur à l'occasion des premières élections départementales suivant le décret du 18 février 2014. Les conseillers départementaux sont, à compter de ces élections, élus au scrutin majoritaire binominal mixte. Les électeurs de chaque canton élisent au Conseil départemental, nouvelle appellation du Conseil général, deux membres de sexe différent, qui se présentent en binôme de candidats. Les conseillers départementaux sont élus pour 6 ans au scrutin binominal majoritaire à deux tours, l'accès au second tour nécessitant 12,5 % des inscrits au 1er tour. En outre la totalité des conseillers départementaux est renouvelée. Ce nouveau mode de scrutin nécessite un redécoupage des cantons dont le nombre est divisé par deux avec arrondi à l'unité impaire supérieure si ce nombre n'est pas entier impair, assorti de conditions de seuils minimaux. Dans les Deux-Sèvres, le nombre de cantons passe ainsi de 33 à 17.
Le canton de Niort-2 est formé d'une fraction de la commune de Niort. Il est entièrement inclus dans l'arrondissement de Niort. Le bureau centralisateur est situé à Niort.

## Représentation
| Période élective | Période élective | Mandat | Mandat   | Identité         | Nuance | Nuance | Qualité |
| ---------------- | ---------------- | ------ | -------- | ---------------- | ------ | ------ | --- |
| 2015             | 2021             | 2015   | 2021     | Rodolphe Challet |        | DVG    | Responsable départemental du PS, chargé de communication Ancien conseiller général du canton de Niort-Est (2011-2015) |
| 2015             | 2021             | 2015   | 2021     | Élodie Truong    |        | PS     | Designer dans une société coopérative, conseillère municipale de Niort jusqu'en 2020                                  |
| 2021             | 2028             | 2021   | en cours | Bernard Penicaud |        | DVG    | Pharmacien à Niort |
| 2021             | 2028             | 2021   | en cours | Elodie Truong    |        | PS     | Conseillère sortante                                                                                                  |

### Résultats détaillés

#### Élections de mars 2015
À l'issue du 1er tour des élections départementales de 2015, deux binômes sont en ballottage : Simon Laplace et Marie-Paule Millasseau (UMP, 35,28 %) et Rodolphe Challet et Élodie Truong (Union de la Gauche, 33,71 %). Le taux de participation est de 45,74 % (5 848 votants sur 12 784 inscrits) contre 50,44 % au niveau départemental et 50,17 % au niveau national.
Au second tour, Rodolphe Challet et Élodie Truong (Union de la Gauche) sont élus avec 50,68 % des suffrages exprimés et un taux de participation de 45,71 % (2 765 voix pour 5 843 votants et 12 784 inscrits).
Rodolphe Challet a quitté le PS.

#### Élections de juin 2021
Le premier tour des élections départementales de 2021 est marqué par un très faible taux de participation (33,26 % au niveau national). Dans le canton de Niort-2 (nouveau), ce taux de participation est de 30,95 % (3 945 votants sur 12 745 inscrits) contre 32,03 % au niveau départemental. À l'issue de ce premier tour, deux binômes sont en ballottage : Sophie Boutrit et Rodolphe Challet (DVG, 35 %) et Bernard Penicaud et Elodie Truong (Union à gauche, 26,95 %).
Le second tour des élections est marqué une nouvelle fois par une abstention massive équivalente au premier tour. Les taux de participation sont de 34,36 % au niveau national, 31,89 % dans le département et 31,56 % dans le canton de Niort-2 (nouveau). Bernard Penicaud et Elodie Truong (Union à gauche) sont élus avec 50,33 % des suffrages exprimés (1 921 voix pour 4 028 votants et 12 762 inscrits),,.

## Composition
| Nom                           | Code Insee | Intercommunalité | Superficie (km2) | Population (dernière pop. légale)                | Densité (hab./km2) | Modifier                                    |
| ----------------------------- | ---------- | ---------------- | ---------------- | ------------------------------------------------ | ------------------ | ------------------------------------------- |
| Niort (bureau centralisateur) | 79191      | CA du Niortais   | 68,20            | Fraction : 19 184 (2022) Commune : 60 074 (2022) | 881                | modifier les données · modifier les données |
| Canton de Niort-2             | 7911       |                  |                  | 19 184 (2022)                                    |                    | modifier les données                        |

Le canton de Niort-2 comprend la partie de la commune de Niort située à l'est d'une ligne définie par l'axe des voies suivantes : depuis la limite territoriale de la commune de Chauray, avenue de Paris, avenue des Martyrs-de-la-Résistance, avenue de la République, rue Ernest-Perrochon, rue du 24-Février, place Saint-Jean, avenue de Saint-Jean-d'Angély, jusqu'à la limite territoriale de la commune de Saint-Symphorien.

## Démographie
En 2022, le canton comptait 19 184 habitants, en évolution de +0,76 % par rapport à 2016 (Deux-Sèvres : +0,18 %, France hors Mayotte : +2,11 %).
| 2013   | 2018   | 2022   |
| ------ | ------ | ------ |
| 18 557 | 18 960 | 19 184 |